# Lyke
Lyke (uitspraak: 'Lieke') is een Friese meisjesnaam.
De  naam is afgeleid van Elisabet, een heilige in het christendom. Zij is volgens het evangelie van Lucas een afstammeling van Aäron, de vrouw van Zacharias, de moeder van Johannes de Doper en de tante van Maria.
Hoewel de uitspraak overeenkomt met die van de andere Friese naam "Lieke", is de ontstaanswijze anders. "Lieke" is namelijk de verkorte vorm van "Liekele" wat een deratief is van 'Angelos', dat "engel" betekent. 
Naast "Liekele" is er buiten Friesland (in Frankrijk) nog een deratief hiervan ontstaan, namelijk "Angelique".